# Somhegyi György (színművész, 1990)
Somhegyi György (Budapest, 1990. március 6. –) magyar színművész.

## Életpályája
Budapesten született, később Pomázra költözött családjával. 2008-ban a Vörösmarty Mihály Gimnáziumban érettségizett. Egy évet töltött az ELTE magyar szakán, majd két évig az Új Színház stúdiójában tanult.
2011–2016 között a Színház- és Filmművészeti Egyetem hallgatója volt. Egyetemi gyakorlatát az Örkény Színházban és a Radnóti Miklós Színházban töltötte. 2016–2020 között a Miskolci Nemzeti Színház tagja volt.
2020-tól szabadúszó. A Keleti István Művészeti Szakközépiskola tanára.

### Magánélete
Házas, két kislánya született.

## Filmes és televíziós szerepei
- 1945 (2017) ...ifj. Suba Mihály
- Emma (2016) rövidfilm

## Interjúk
- Varga Veronika: Somhegyi György: „Mindennél fontosabb a támogató, baráti légkör”